# Atanazja (Gromieko)
Atanazja, imię świeckie Jewgienija Stiepanowna Gromieko. (zm. po 1921) – rosyjska mniszka prawosławna, organizatorka, pierwsza i jedyna przełożona monasteru św. Antoniego Pieczerskiego w Radecznicy.
Była córką gubernatora siedleckiego Stiepana Gromieki. Uzyskała wyższe wykształcenie pedagogiczne. Życie mnisze rozpoczęła w monasterze Narodzenia Matki Bożej w Leśnej pod kierownictwem duchowym jego przełożonej, ihumeni Katarzyny. W 1899 została wyznaczona na pierwszą przełożoną nowo utworzonego żeńskiego monasteru św. Antoniego w Radecznicy. Monaster ten zajął budynki dawnego klasztoru bernardyńskiego, zaadaptowanego w 1885 na prawosławny klasztor męski. Stając na czele nowej wspólnoty, mniszka Atanazja otrzymała godność igumeni. Początkowo kierowała wspólnotą złożoną z kilkunastu zakonnic, jednak dzięki swoim zdolnościom organizacyjnym doprowadziła do szybkiego rozwoju monasteru, w którym już po kilku latach znajdowało się ok. 20-30 kobiet, zaś w 1914 - 127 mniszek i posłusznic. Monaster w Radecznicy należał do najprężniej działających ośrodków monastycznych w całym Rosyjskim Kościele Prawosławnym i prowadził szeroko zakrojoną działalność społeczną.
Po wybuchu I wojny światowej, w 1915, udała się razem z całą wspólnotą na bieżeństwo. Mniszki zamieszkały w placówce filialnej monasteru w Radecznicy, jaka od 1913 funkcjonowała w Petersburgu. Nadal pełniła funkcję przełożonej. W 1920 placówka w Petersburgu zmieniła nazwę na monaster Chełmskiej Ikony Matki Bożej, a ihumenia Atanazja kierowała wspólnotą 36 mniszek. Jeszcze w tym samym roku zakonnice opuściły Rosję radziecką i udały się do Polski. Na emigracji korespondowała z byłym biskupem chełmskim, następnie egzarchą Europy Zachodniej, metropolitą Eulogiuszem, który w swoich wspomnieniach opisywał ją jako znakomicie wykształconą i mądrą mniszkę obdarzoną talentem literackim.
Atanazja najpewniej wróciła ostatecznie do Rosji radzieckiej. W 1934 r. była siostra z monasteru w Radecznicy Ludmiła Czerniecka, aresztowana przez NKWD i oskarżona o członkostwo w grupie prowadzącej działalność antyradziecką, obciążyła Atanazję zeznaniami, twierdząc, że to ona kierowała taką grupą. Jej dalsze losy nie są znane.